# Distrito de Riviera
El distrito de Riviera es uno de los ocho distritos del cantón del Tesino. Limita al norte con el distrito de Blenio, al nordeste con Leventina, al este con Moesa (GR), al sureste con Locarno, y al sur con Bellinzona.
La capital del distrito es Osogna, aunque la prefectura se encuentra en Biasca.

## Comunas
| Circolo di Riviera | Circolo di Riviera     | Circolo di Riviera | Circolo di Riviera |
| Comuna             | Población (31.12.2007) | Superficie km²     |                    |
| ------------------ | ---------------------- | ------------------ | ------------------ |
| Biasca             | 5.926                  | 59,1               |                    |
| Claro              | 2.479                  | 21,2               |                    |
| Cresciano          | 613                    | 17,2               |                    |
| Iragna             | 549                    | 18,3               |                    |
| Lodrino            | 1601                   | 31,6               |                    |
| Osogna             | 1025                   | 19,0               |                    |
| Total              | 12.193                 | 166,4              |                    |

### Variaciones desde 1803
- Las comunas de Pontiron y Loderio fueron incorporadas en la comuna de Biasca.
- La comuna de Prosito fue incorporada en la comuna de Lodrino.

- Datos: Q659663
- Multimedia: Riviera District / Q659663